# Protocetus
Protocetus atavus (nghĩa là "cá voi đầu tiên") là một loài cá voi cổ đại đã tuyệt chủng, tìm thấy tại Pakistan. Nó sinh sống trong thời gian thuộc Trung Eocen, khoảng 45 triệu năm trước.
Sinh vật dài 2,5 m (8 ft) này rất nguyên thủy. Nó vẫn còn các chân bơi phía sau và các chân bơi phía trước có ngón dạng chân màng. Quai hàm dài và được lót bằng các răng chết. Không giống như chi Pakicetus nguyên thủy hơn, loài cá voi của chi Protocetus có khả năng nghe được dưới nước.